# Čtyřmocenský status
Pod pojmem čtyřmocenský status se rozumí různé smluvní zásady čtyř vítězných mocností druhé světové války, podle nichž měl být spravován poválečný Berlín jako celek.

## Správa města čtyřmi velmocemi

Plánek Berlína se zvýrazněním jednotlivých okupačních sektorů

Berlín byl obsazen ke konci druhé světové války Rudou armádou. Vítězné velmoci se však dohodly, že bývalé hlavní město Německa bude vyčleněno ze sovětské okupační zóny, rozděleno do sektorů a spravováno všemi čtyřmi vítěznými velmoceni. Tomuto účelu měla sloužit společná tzv. Komandatura (jejíž zřízení bylo dohodnuto 12. září 1944 v Londýnském protokolu).
Její práce v tomto sestavení neměla dlouhého trvání. V důsledku neshod v celoněmecké politice, způsobených především Stalinovou snahou ovládat území sovětského sektoru Berlína a Sovětské okupační zóny Německa, opustil Sovětský svaz 20. března 1948 Spojeneckou kontrolní radu (která měla spravovat okupační zóny) a 1. července 1948 pak i Spojeneckou komandaturu. Západní spojenci to však nepovažovali za zrušení statusu. V prosinci 1948 byla práce Komandatury obnovena za účasti tří západních velmocí, zůstala však i nadále de jure čtyřmocenským orgánem, její pravomoci měly ovšem dopad jen na tři západní sektory.

## Vztah Západního Berlína k SRN
Západní Berlín sice po celou dobu své existence vysílal 22 poslanců do spolkového sněmu (Bundestag), tito však nebyli voleni přímo, ale byli jmenováni berlínskou poslaneckou sněmovnou, a měli v mnoha případech jen poradní hlas. To samé platilo i pro čtyři zástupce města v druhé komoře, ve Spolkové radě (Bundesrat).
Také veškeré zákony, které německý parlament schválil, neměly v Západním Berlíně platnost automaticky, ale byly přejímány zvláštním výnosem poslanecké sněmovny města s výjimkou zákonů o vojenské službě, stanném právu apod., které přejímány nebyly, protože v Západním Berlíně neplatila branná povinnost.

## Vzdušný prostor
Na rozdíl od jiných spojení mezi Západním Berlínem a SRN (silniční, železniční, vodní cesty), o kterých neexistovaly žádné písemné smlouvy či dohody, byla kontrola vzdušného prostoru smluvně dohodnuta. To se týkalo jak vzdušného prostoru nad celým Berlínem tak i tří vzdušných koridorů (směrem na Hamburk, Hannover a Frankfurt n.M.). Jejich kontrola podléhala společné Spojenecké ústředně pro bezpečnost vzdušného prostoru, jejíž práce se i nadále účastnili pracovníci všech čtyř velmocí.
Tato okolnost sehrála značnou roli během berlínské blokády 1948–1949, kdy letecké koridory byly jedinou možností zásobovat západní sektory potravinami a jiným materiálem.
Důsledkem byla mimo jiné i skutečnost, že západoberlínská letiště byla nalétávána jen třemi civilními leteckými společnostmi spojenců (Pan American, British European Airways, Air France), a sice i při letech mezi Západním Berlínem a letišti v SRN (tyto lety byly spolkovou vládou silně subvencovány). Jiné společnosti, ani západoněmecká Lufthansa, neměly do Západního Berlína přístup.

## Demilitarizovaná zóna
Berlín se měl podle různých domluv stát demilitarizovanou zónou. To znamená, že mimo posádek čtyř velmocí na území města nesměly být umístěny jiné vojenské sbory, ani výjimečně, tedy např. u příležitosti vojenských přehlídek atp.; obyvatelé města nesměli pak být povoláni k vojenské službě.
Tato část čtyřmocenského statusu byla respektována jen v Západním Berlíně. Zatímco se Národní lidová armáda NDR (NVA, Nationale Volksarmee) ve východním Berlíně volně pohybovala, neměla západoněmecká armáda (Bundeswehr) do Západního Berlína přístup. Navíc stačilo, přihlásit se v Západním Berlíně policejně prvním bydlištěm (u příbuzného, kamaráda atd.), v tomto případě nesměl takový občan dostat povolávací rozkaz. Toho bylo velice často a s úspěchem užíváno s účelem vyhnout se vojenské službě.
Jistou kuriozitou byla skutečnost uznávaná všemi čtyřmi velmocemi, že uniformovaný vojenský personál všech spojenců měl volný přístup do všech čtyř sektorů bez kontroly. Obě strany toho využívaly.

## Důsledky pro obyvatelstvo

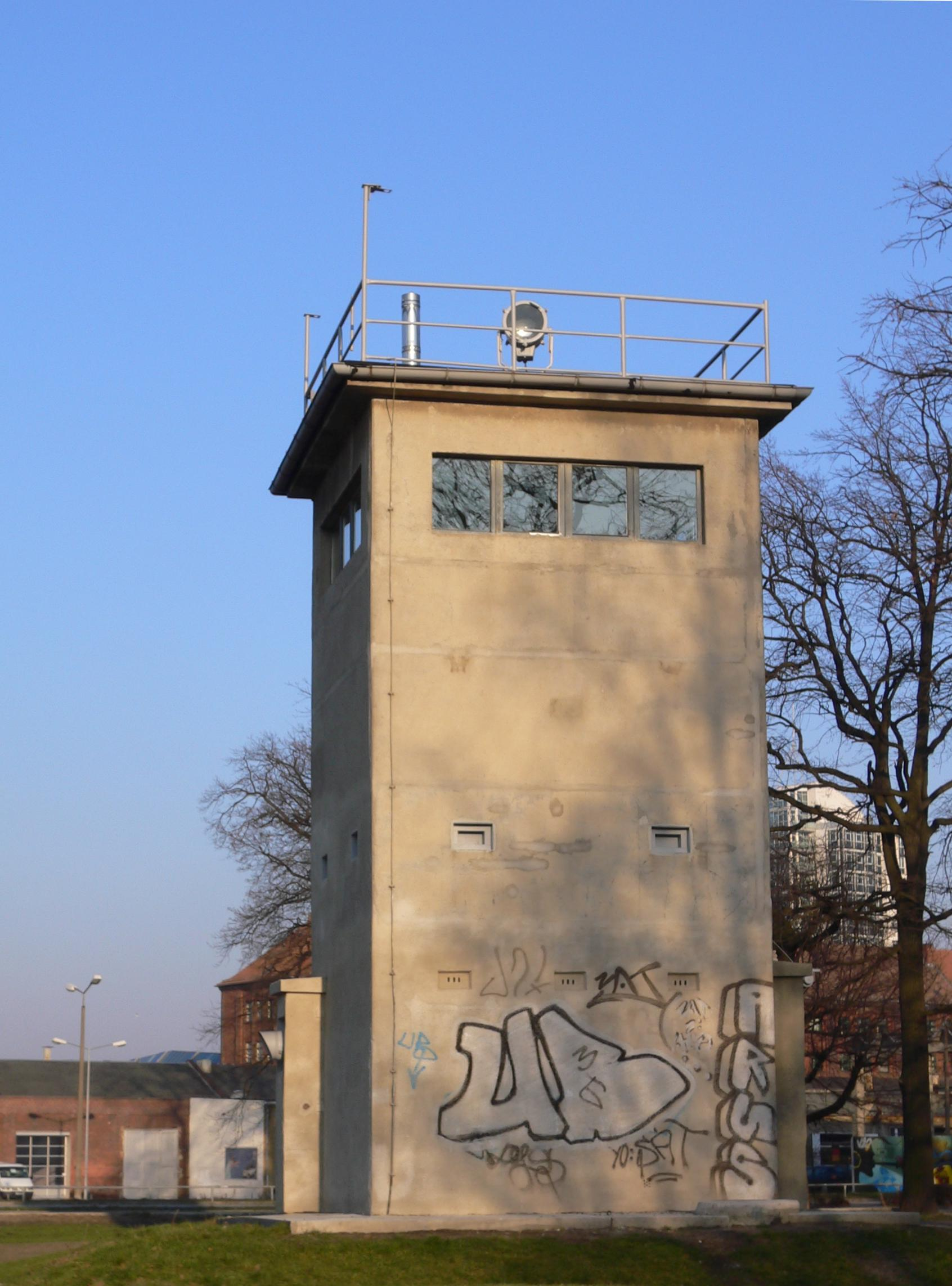
Strážní věž

Pro západoberlínské obyvatelstvo měl tento stav především pozitivní důsledky: trvání západních spojenců na smlouvách zaručovalo, že veškeré možné snahy Sovětského svazu, omezit svobodu Západního Berlína (jak tomu bylo za berlínské blokády), budou bezpředmětné.
Jedinou výjimkou byla otázka průkazů. Na rozdíl od občanů SRN resp. Západního Německa, kteří měli nárok na občanský průkaz (Personalausweis) a cestovní pas (Reisepass) SRN, měli občané Západního Berlína jen zvláštní tzv. výpomocný průkaz (Behelfsmäßiger Personalausweis). Západnoněmecká vláda sice vydávala západoněmecké cestovní pasy i občanům Západního Berlína na jejich žádost, tyto však (pokud tam stálo jako bydliště „Berlin“) nebyly v zemích východního bloku uznávány. V Západním Berlíně přitom po celou dobu platila povinnost mít průkaz u sebe za všech okolností.